# Nyárádi Miklós
Nyárádi Miklós, Nicholas Nyaradi, eredeti nevén Scheidl Miklós (Budapest, 1905. május 21. – Bécs, 1976. május 12.) magyar ügyvéd, politikus, pénzügyminiszter.

## Élete
A budapesti tudományegyetemen 1928-ban avatták jogi doktorrá. A Pesti Hazai Első Takarékpénztár alkalmazottja (1933–46), 1942-től főügyésze. 1945 után belépett a Független Kisgazda-, Földmunkás- és Polgári Pártba (FKgP), később a párt pénzügyi csoportjának vezetője lett. Pénzügyminisztériumi államtitkár 1946. április 6-tól 1947. március 14-ig, majd Magyarország pénzügyminisztere 1947. március 14-től 1948. december 10-ig. 1948 novemberi hivatalos külföldi útjáról nem tért vissza, hanem 1949-ben az Amerikai Egyesült Államokban telepedett le.

## Művei
- Nicholas Nyaradi: My ringside seat in Moscow; Crowell, New York, 1952
- Így láttam Moszkvában. A volt pénzügyminiszter visszaemlékezései. Új megvilágításban a kommunista taktika módszerei; ford. Krasznay Mihály, szerk. Zsirai László; Kisgazda Örökség és Levéltár Alapítvány, Bp., 2012 (Kisgazdák a közéletben sorozat)